# Arleigh McCree
Detective Arleigh Eugene McCree (24 de diciembre de 1939–8 de febrero de 1986) era el Agente en la unidad de Cargo de Armas de Fuego y Unidad de Explosivos del Departamento de Policía de Los Ángeles, ampliamente reconocido como uno de los expertos en explosivos en el mundo.

## Carrera en el LAPD
McCree investigó las bombas del ejército simbionés de liberación en 1976 era parte del equipo que investigó el cuartel Marino que bombardea en Beirut, Líbano en 1983. Un año más tarde, en 1984 McCree encabezó la olimpiada de Los Ángeles del equipo anti-bomba. McCree escribió un texto para desactivar dispositivos explosivos. En 1982 testificó ante el subcomite senatorial judicial de seguridad y terrorismo. Él dijo que los manuales de gobierno para bombas eran demasiado fáciles de conseguir para los terroristas.

## Muerte
McCree fue asesinado junto con el oficial Ronald Ball en 1986, en un operativo en Hollywood del norte, California. Ambos agentes intentaban a desactivar dos bombas de tubo en el garaje de un sospechoso de asesinato cuándo detonaron. McCree murió instantáneamente, y Ball murió una hora más tarde.

Fue honrado entre los agentes caídos en la línea de deber en el Memorial de Agentes Caídos en Washington, D.C.

## Vida personal
McCree era también un colaborador a revista de Policía Militar, se casó con Edith McCree y tuvo un hijo.